# Gisella Marengo

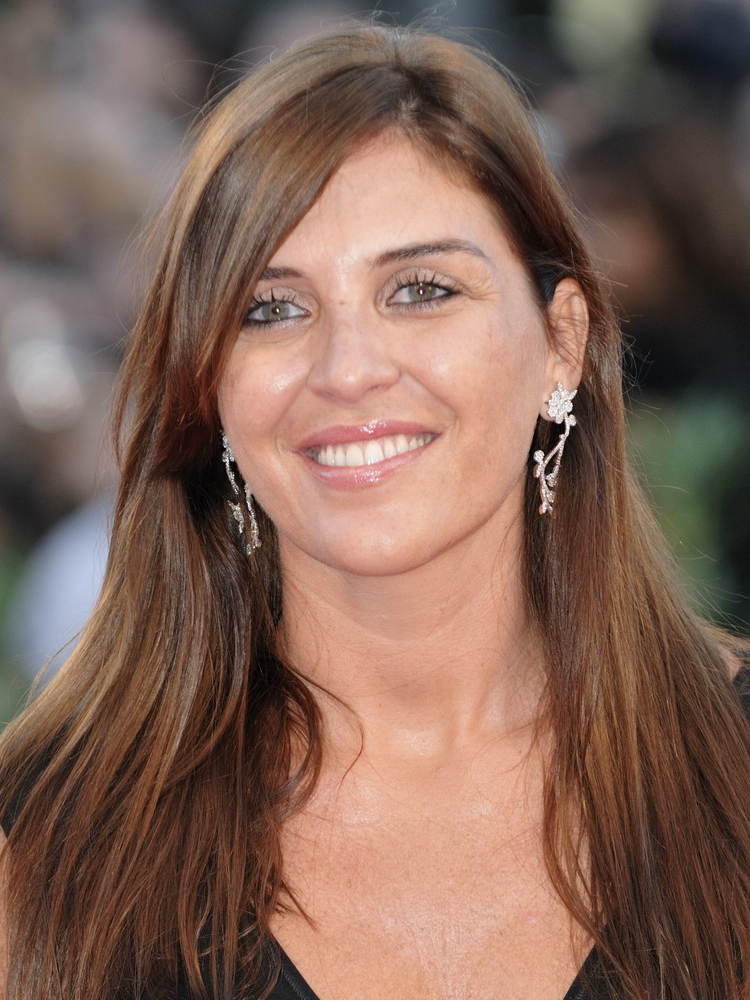
Gisella Marengo bei den Internationalen Filmfestspielen von Venedig 2009

Gisella Marengo (* 16. Dezember 1975 in Cuneo) ist eine italienische Schauspielerin.

## Leben
Nach ihrem Schauspielstudium bei Francesca De Sapio, einem Mitglied der renommierten New Yorker Schauspielschule The Actors Studio, zog Gisella Marengo nach Los Angeles, wo sie an der UCLA und dem Beverly Hills Play House ebenfalls Schauspiel studierte. Seit ihrem Spielfilmdebüt an der Seite von Francesco Nuti und Francesca Neri in der italienischen Komödie Io amo Andrea spielte sie in den italienischen Filmen Baarìa, Doc West – Nobody ist zurück und Doc West – Nobody schlägt zurück mit. Seit 2011 trat sie in kleineren Rollen auch in den US-amerikanischen Actionfilmen Conan und Ein Cop mit dunkler Vergangenheit – The Son of No One auf.

## Filmografie (Auswahl)
- 2005: Mary (Mary)
- 2006: Die Unbekannte (La sconosciuta)
- 2007: The Mother of Tears (La terza madre)
- 2009: Baarìa
- 2009: Doc West – Nobody ist zurück (Doc West)
- 2009: Doc West – Nobody schlägt zurück (Triggerman)
- 2009: Gli amici del bar Margherita
- 2011: Conan (Conan the Barbarian)
- 2011: Ein Cop mit dunkler Vergangenheit – The Son of No One (The Son of No One)
- 2013: Dritte Person (Third Person)
- 2016: Das Jerico Projekt (Criminal)